# Menziesichthys
Menziesichthys is een monotypisch geslacht van straalvinnige vissen uit de familie van slakdolven (Liparidae).

## Soort
- Menziesichthys bacescui Nalbant & Mayer, 1971